# Hermann Cohen
Hermann Cohen (ur. 4 lipca 1842 w Coswig, zm. 4 kwietnia 1918 w Berlinie) – niemiecki filozof pochodzenia żydowskiego.

## Życiorys
Syn kantora synagogi w Coswig. Studia rozpoczął na rabinackim seminarium we Wrocławiu, a w 1861 roku przeniósł się na wydział filozoficzny Uniwersytetu Wrocławskiego. W 1865 uzyskał doktorat na Uniwersytecie w Halle. Od 1873 do 1912 roku profesor Uniwersytetu w Marburgu. Wykładał także w innych miastach. Założyciel neokantowskiej szkoły marburskiej. Koncentrował się na teorii logicznych warunków poznania naukowego. W filozofii wyróżniał trzy działy: teorię poznania (utożsamianą przezeń z logiką), estetykę i etykę. Zwolennik koncepcji tzw. etycznego socjalizmu. W 1878 roku ożenił się z Marthą Lewandowski.
Tłumaczką jego dzieł była Bertha Badt-Strauss.

## Dzieła
- „Die Platonische Ideenlehre Psychologisch Entwickelt”," in „Zeitschrift für Völkerpsychologie”, 1866, iv. 9
- „Mythologische Vorstellungen von Gott und Seele”, 1869
- „Die dichterische Phantasie und der Mechanismus des Bewusstseins”,
- „Zur Kontroverse zwischen Trendelenburg und Kuno Fischer”, 1871
- Kant's Theorie der Erfahrung, Berlin, 1871; 2d ed., 1885
- „Platon's Ideenlehre und die Mathematik”, Marburg, 1878
- Kant's Begründung der Ethik, Berlin, 1877
- Das Prinzip der Infinitesimalmethode und seine Geschichte: ein Kapitel zur Grundlegung der Erkenntnisskritik, Berlin, 1883
- „Von Kant's Einfluss auf die Deutsche Kultur”, Berlin, 1883
- Kant's Begründung der Aesthetik, Berlin, 1889
- „Zur Orientierung in den Losen Blättern aus Kant's Nachlass”, in „Philosophische Monatshefte”, 1890, xx.
- „Leopold Schmidt”, in„ Neue Jahrbücher für Philologie und Pädagogik”, 1896, cliv.
- Über das Eigentümliche des deutschen Geistes, Berlin, 1914[3]